# Центральное (Киевская область)
Центра́льное (укр. Центра́льне) — село, входит в Мироновский район Киевской области Украины.
Население по переписи 2001 года составляло 1362 человека. Почтовый индекс — 08853. Телефонный код — 4574. Занимает площадь 6,38 км². Код КОАТУУ — 3222988301.
На территории села расположен Мироновский институт селекции и семеноводства пшеницы.
Где работал дважды герой социалистического труда, Ремесло Василий Николаевич. За свою карьеру В. Н. Ремесло вывел около сорока сортов разных зерновых культур, включая широко распространённый в СССР и за рубежом озимый сорт «Мироновская 808»

## Местный совет
08853, Київська обл., Миронівський р-н, с.Центральне